# Football Club Nordsjælland (femminile)
Il Football Club Nordsjælland Kvinder, meglio noto come Nordsjælland, è una squadra di calcio femminile danese, sezione femminile dell'omonimo club con sede nella città di Farum. Fondata nel 2017 con come Farum Boldklub, la squadra ha assunto l'attuale denominazione dalla stagione 2019-2020. Milita nella Elitedivisionen, la massima serie del campionato danese femminile di calcio.

## Palmarès
- Campionato danese: 1

2023-2024
- Campionato danese femminile di seconda divisione: 1

2018-2019
- Coppa di Danimarca: 3

2019-2020, 2022-2023, 2023-2024

## Organico

### Rosa 2020-2021
Rosa, ruoli e numeri di maglia come da sito ufficiale, aggiornati al 18 settembre 2020.
| N. |                        | Ruolo | Calciatrice                 |
| -- | ---------------------- | ----- | --------------------------- |
| 1  | Danimarca (bandiera)   | P     | Maria Lindblad Christensen  |
| 2  | Danimarca (bandiera)   | D     | Line Røddik Hansen          |
| 3  | Danimarca (bandiera)   | D     | Amalie Littau               |
| 4  | Danimarca (bandiera)   | C     | Marlene Nordal Larsen       |
| 5  | Islanda (bandiera)     | D     | Amanda Jacobsen Andradóttir |
| 6  | Danimarca (bandiera)   | C     | Frederikke Haaber           |
| 7  | Fær Øer (bandiera)     | C     | Ásla Johannesen             |
| 8  | Danimarca (bandiera)   | C     | Lærke Tingleff Søndergaard  |
| 9  | Danimarca (bandiera)   | C     | Catrine Gryholt (capitano)  |
| 10 | Danimarca (bandiera)   | A     | Camilla Kur Larsen          |
| 11 | Romania (bandiera)     | C     | Florentina Olar             |
| 12 | Danimarca (bandiera)   | C     | Sarah Jankovska             |
| 13 | Stati Uniti (bandiera) | D     | Jessica Davis               |

| N. |                        | Ruolo | Calciatrice             |
| -- | ---------------------- | ----- | ----------------------- |
| 14 | Danimarca (bandiera)   | A     | Amalie Vangsgaard       |
| 16 | Danimarca (bandiera)   | P     | Anna Louise Kaas        |
| 17 | Danimarca (bandiera)   | C     | Simone Andersen         |
| 18 | Danimarca (bandiera)   | C     | Mie Jung Carstensen     |
| 20 | Stati Uniti (bandiera) | D     | Brianne Reed            |
| 23 | Danimarca (bandiera)   | C     | Kathrine Kühl           |
| 24 | Danimarca (bandiera)   | A     | Anna Karlsson           |
| 27 | Danimarca (bandiera)   | P     | Maria Düsterdich Hansen |
| 28 | Danimarca (bandiera)   | C     | Cecilie Larsen          |
| 29 | Danimarca (bandiera)   | D     | Sofie Tranholm Nielsen  |
| 31 | Brasile (bandiera)     | P     | Tatyane                 |
| 32 | Danimarca (bandiera)   | D     | Pernille Pedersen       |
| 33 | Danimarca (bandiera)   | D     | Laura Petersen          |

### Rosa 2019-2020
Rosa, ruoli e numeri di maglia aggiornati al 30 giugno 2019 come da sito ufficiale.
| N. |                      | Ruolo | Calciatrice            |
| -- | -------------------- | ----- | ---------------------- |
| 1  | Danimarca (bandiera) | P     | Kathrine Larsen        |
| 2  | Danimarca (bandiera) | D     | Line Røddik Hansen     |
| 3  | Danimarca (bandiera) | D     | Amalie Littau          |
| 4  | Finlandia (bandiera) | D     | Freja Lähteenmäki      |
| 6  | Danimarca (bandiera) | C     | Amanda Madsen          |
| 7  | Fær Øer (bandiera)   | D     | Ásla Johannesen        |
| 8  | Danimarca (bandiera) | C     | Esther Endel Rønn      |
| 9  | Danimarca (bandiera) | C     | Catrine Gryholt Larsen |
| 10 | Danimarca (bandiera) | A     | Camilla Kur Larsen     |
| 11 | Danimarca (bandiera) | A     | Büsra Barut            |
| 12 | Danimarca (bandiera) | D     | Louise Ørsted Bendtsen |
| 13 | Danimarca (bandiera) | D     | Julie Nowak            |
| 14 | Danimarca (bandiera) | A     | Amanda Vangsgaard      |

| N. |                        | Ruolo       | Calciatrice                |
| -- | ---------------------- | ----------- | -------------------------- |
| 16 | Danimarca (bandiera)   | P           | Maria Lindblad Christensen |
| 17 | Danimarca (bandiera)   | C           | Simone Andersen            |
| 18 | Danimarca (bandiera)   | C           | Mie Jung Carstensen        |
| 19 | Danimarca (bandiera)   | A           | Linnéa Borbye              |
| 20 | Stati Uniti (bandiera) | D           | Brianne Reed               |
| 21 | Romania (bandiera)     | C           | Florentina Olar            |
| 22 | Danimarca (bandiera)   | A           | Laura Juul Hansen          |
| 24 | Danimarca (bandiera)   | A           | Anna Karlsson              |
| 25 | Danimarca (bandiera)   | {{{ruolo}}} | Karoline Wietz             |
| 27 | Danimarca (bandiera)   | P           | Maria Düsterdich Hansen    |
| 28 | Danimarca (bandiera)   | A           | Caroline Møller-Jensen     |
| 88 | Danimarca (bandiera)   | A           | Mette Perthu               |